# افتخار التجار
عفت الزمان أمين (1912 - 1977 م)، المعروفة أيضًا باسم افتخار التجار، كانت طالبة وابنة أخت نصرت أمين، وهي من أبرز عالمات الشيعة في إيران في القرن العشرين.
حصلت عفت الزمان أمين على إجازة رواية في النجف من آية الله محمود هاشمي الشاهرودي، الذي شغل منصب رئيس السلطة القضائية في جمهورية إيران الإسلامية 1999-2009 م.
ومن مؤلفاتها "شهل حديث أمين" (الأربعون حديثًا لأمين)، المعروف أيضًا باسم "هاشتسد وبيست مويزة".
كان والد عفت الزمان أمين هو أحمد أمين، شقيق زوج نصرت أمين وابن عمها، الحاج ميرزا، المعروف أيضًا باسم معين التجار (توفي في خمسينيات القرن العشرين). وكان لها أيضًا عمة جدية مجتهدة، هاشمية التجار.

## طالع أيضًا
- السيدة أمين
- هاشمية التجار
- زهرة صفتي
- زينة السادات الهميوني